# جیلیان اپس
جیلیان اپس (انگلیسی: Gillian Apps؛ زادهٔ ۲ نوامبر ۱۹۸۳) بازیکن هاکی روی یخ اهل کانادا است.